# Dipolydora coeca
Dipolydora coeca är en ringmaskart som först beskrevs av Anders Sandoe Oersted 1843.  I den svenska databasen Dyntaxa används istället namnet Polydora coeca. Dipolydora coeca ingår i släktet Dipolydora och familjen Spionidae. Arten är reproducerande i Sverige. Inga underarter finns listade i Catalogue of Life.